# Celina intacta
Celina intacta är en skalbaggsart som beskrevs av Zimmermann 1921. Celina intacta ingår i släktet Celina och familjen dykare. Inga underarter finns listade i Catalogue of Life.